# راكيم
ويليام مايكل جريفين جونيور (من مواليد 28 يناير 1968 م)، المعروف باسمه المسرحي راكيم (رحيم الله Rakim allah) هو مغني راب أمريكي ومنتج قياسي. نصف الثنائي الهيب هوب من العصر الذهبي إيريك ب و رقيم .     

## روابط خارجية
- الموقع الرسمي
- راكيم في قاعدة بيانات الأفلام على الإنترنت
- Rakim at AllMusic
- راكيم التسجيلات من ديسكاغز.كوم

قالب:Rakimقالب:Eric B. & Rakim